# Groombridge 1618
Groombridge 1618 (GJ 380) es una estrella en la constelación de la Osa Mayor de magnitud aparente +6,61.

## Distancia y localización
Groombridge 1618 se encuentra a solo 15,89 años luz de distancia del sistema solar.
Se localiza al suroeste de Merak (β Ursae Majoris), al norte de Tania Australis (μ Ursae Majoris) y al este de Talitha Borealis (ι Ursae Majoris). Catalogada por Stephen Groombridge en la década de 1830, su movimiento propio alto la convirtió en una de las primeras estrellas en la cual se midió su paralaje (1884).
El sistema estelar más cercano a Groombridge 1618 es Gliese 412, a 3,1 años luz. Le siguen Struve 2398 a 5,2 años luz, GJ 1116 a 7,3 años luz, y AD Leonis a 8,1 años luz.

## Características
Groombridge 1618 es una enana naranja de la secuencia principal de tipo espectral K8V, también catalogada como K7V.
Tiene una temperatura efectiva de 3947 ± 12 K y un radio equivalente al 65 % del radio solar.
Con una masa estimada en torno al 64 % de la del Sol, posee una luminosidad de solo el 4,6 % de la luminosidad solar.
Su metalicidad —abundancia relativa de elementos más pesados que el helio— parece ser similar a la del Sol ([Fe/H] = -0,03).
Groombridge 1618 es una estrella fulgurante, habiéndose observado que su cromosfera es activa y que posee manchas comparables a las manchas solares. Es más luminosa y caliente que otras estrellas fulgurantes, típicamente enanas rojas, pero su nivel de actividad es menor.
Su estatus de estrella fulgurante y su velocidad de rotación, entre 1,7 y 2,1 km/s, sugieren que debe ser una estrella joven con una edad de algo más de 1000 millones de años.
No obstante, su edad estimada mediante girocronología es sensiblemente menor, en torno a los 200 millones de años.